# Карлуш I
Карлуш (Карл) I Мученик (порт. Carlos I o Martirizado, 28 сентября 1863, Лиссабон — 1 февраля 1908, Лиссабон) — король Португалии с 19 октября 1889 года по 1 февраля 1908 года. Принадлежал к дому Саксен-Кобург-Гота, официально считаясь представителем династии Браганса-Кобург.
1 февраля 1908 года в Лиссабоне открытый экипаж, в котором ехала королевская семья, был обстрелян двумя убийцами. Жене Карлуша I, королеве Амелии, и их младшему сыну Мануэлу удалось спастись, а сам король и его старший сын Луиш Филипе погибли. Карлуш I стал первым португальским королём, умершим насильственной смертью, со времен Себастьяна I, правившего ещё в XVI веке.

## Семья. Ранние годы
Карлуш I родился 28 сентября 1863 года в Лиссабоне в семье короля Португалии Луиша I и его супруги, Марии Пии Савойской, дочери первого короля объединённой Италии Виктора Эммануила II.
Двоюродными братьями Карлуша по отцовской линии были такие будущие европейские монархи, как саксонский король Фридрих Август III, румынский король Фердинанд I и германский кайзер Вильгельм II, а по материнской — король Италии Виктор Эммануил III. Было у будущего короля и двое родных младших братьев: Афонсу, герцог Порту (1865—1920) и ещё один брат, родившийся 27 ноября 1866 года и умерший на следующий день.

Будучи старшим сыном короля, а значит, и наследником престола, Карлуш воспитывался как будущий монарх. С ранних лет он получал усиленное образование и много путешествовал по стране, а в 1883 году по инициативе отца поехал в Италию, Англию, Францию и Германию, чтобы познакомиться с европейскими обычаями и повысить уровень своих знаний в различных областях. В ходе гранд-тура Карлуш подружился с кронпринцем Рудольфом Австрийским, единственным сыном и наследником Франца Иосифа. 
 Это было обусловлено тем, что король Луиш I регулярно отправлялся в путешествия по Европе и сделал их традицией для португальских конституционных монархов. Во время трёх таких длительных поездок (в 1883, 1886 и 1888 годах) Карлуш исполнял обязанности регента при отсутствующем отце. А 19 октября 1889 года, когда Луиш I скончался, он взошёл на престол и стал его преемником, короновавшись как Карлуш I.

### Личная жизнь
Первой претенденткой на брак с Карлушем была его дальняя родственница, одна из дочерей кайзера Фридриха III, но брак не удался из-за разницы в вероисповеданиях: португальский принц был набожным католиком, а его предполагаемая невеста исповедовала лютеранство. В итоге Карлуш женился на Амелии Орлеанской (1865—1951), принадлежавшей к Орлеанскому дому, дочери Филиппа Орлеанского, претендента на французский престол. Амелия родила ему двоих сыновей: Луиша Филипе (1887—1908) и Мануэла (1889—1932). Помимо того, в 1888 году у супругов на свет появилась дочь инфанта Мария, но она прожила совсем недолго и умерла в том же году.

## Политика и особенности правления

### Колониальная политика
Во время Берлинской конференции 1884 года, в ходе которой предстояло решить судьбу колониальной Африки, португальская делегация отстаивала проект так называемой «Розовой карты», по которому Англии предлагалось уступить в пользу Португалии ряд претендуемых (то есть ещё никем не присоединённых) внутриконтинентальных африканских территорий (сегодня — части Зимбабве, Замбии и Малави) с целью образования «Второй Бразилии», или ''Африканской Бразилии'' — трансконтинентального моста португальских владений в Африке. В обмен на переданный, хотя бы узкий, «коридор» между Анголой и Мозамбиком Португалия предлагала британцам ряд исследованных португальцами территорий в Африке и Азии. Но в этом случае линия Каир-Кейптаун оставалась бы зависимой от Португалии, а Великобританию (точнее, главного проводника британской империалистической политики в Африке Сесила Родса, буквально помешанного на этом плане) это никак не устраивало. Переговоры замораживались и затягивались.
После прихода к власти Карлуша I Британская империя, накануне развернувшая настоящую информационную войну против Португалии, особенно подробно раскрутив «Чёрную легенду», объявила ей унизительный ультиматум, которому молодой король был вынужден подчиниться: в августе 1890 года были подписаны унизительные для страны англо-португальские соглашения, окончательно определившие границы африканских колоний королевства. С этого момента граница между португальскими Восточной Африкой и Западной Африкой, а также британской Родезией, проходили по рекам Замбези и Конго. Другой колониальный договор, по сути, ставший закреплением положений первого, был подписан 14 октября 1899 года. Оба акта подписи соглашений состоялись под давлением Великобритании и были крайне непопулярны среди португальцев. Авторитет и репутация монарха пошатнулись, а само государство постепенно начало терять свою самостоятельность, впадая в экономическую и политическую зависимость от Великобритании (по злой иронии судьбы, вожделенная линия Каир-Кейптаун принадлежала англичанам недолго, а железная дорога, во имя которой был принесен в жертву престиж Португалии, так и не была построена из-за послевоенного бюджетного дефицита и Великой Депрессии).
Несмотря на серьезный кризис, с которым Карлуш столкнулся в начале своего правления против Англии, тогда величайшей мировой державы, он знал, как переломить ситуацию, и благодаря своему замечательному дипломатическому таланту сумел поставить Португалию в фокус европейской дипломатии в первое десятилетие 20 века. Этому способствовало и то, что Карлуш был тесно связан узами родства с основными правящими домами Европы и не стеснялся этим пользоваться в дипломатических интересах. Он много путешествовал за границу, в том числе представлял Португалию на похоронах королевы Виктории в 1901 году (и был заснят кинохроникой). Доказательством определенного успеха был тот факт, что первый визит нового британского монарха Эдуарда VII за границу в качестве монарха прошел в Португалии, где он был принят со всеми почестями и пышностью в 1903 году.
В последующие годы Карлуша посетили в Лиссабоне испанский король Афонсу XIII, королева Александра (жена Эдуарда VII), Вильгельм II Германии и, в 1905 году, президент Французской Республики Эмиль Лубе. Все эти визиты придали некоторый колорит лиссабонскому двору, однако визит французского президента ознаменовался восторженными демонстрациями республиканцев. В эти золотые годы португальской дипломатии Карлуш и Амелия также посетили Испанию, Францию и Англию, где их с большим энтузиазмом приняли в 1904 году. В 1908 году был также запланирован памятный визит в Бразилию (в честь столетия открытия бразильских портов их прадедом Жуаном VI), чего не произошло из-за трагических событий того года.

### Обстановка внутри страны
На внутриполитическом поприще в период правления Карлуша I монархическая власть дважды показала свою несостоятельность: 14 июня 1892 года, а впоследствии 10 мая 1902 года, страна объявлялась банкротом, что вызвало сбои в промышленности, рост социального антагонизма и республиканских настроений в Португалии. Банкротство было вызвано не только экономической неполноценностью государства, но и чрезмерной расточительностью короля.
Фактически, на протяжении всего 10-тилетнего правления Карлуша страна непрестанно боролась с политическим и экономическим кризисом, который распространился в ее заморские владения. Эти кризисы возникли в результате старения системы, известной как ротативизм, при которой две основные партии, Партия возрождения (регенераторы) и Прогрессивная партия, попеременно находились у власти. Эта механика стала возможной не только через наделение полномочиями Конституцией, но и через избирательную систему. Фактически, когда министерство переставало функционировать, король должен был назначить другое, что он и сделал, распустив парламент, назначив новые выборы и призвав партию, которая была в оппозиции, сформировать новое правительство. Пока избирался новый парламент, у него не было никакой другой функции, кроме организации этих выборов. Естественно, учитывая ограниченный избирательный состав (мужчины, грамотные граждане с доходом выше определенной величины), правящая партия не могла, посредством обещаний и договоренностей с местными сановниками, добиться победы на выборах. Это влияние было менее заметным в двух крупных городских центрах, где партиям меньшинства — Португальской республиканской партии и Португальской социалистической партии — удавалось сохранять некоторое выражение мнения (особенно первой), но никогда не ставили под угрозу результат. На протяжении всего периода ротативизма партия, находившаяся у власти на момент выборов, ни разу не смогла гарантировать большинство в парламенте, а это означало, что король был единственным гарантом ротации, от которого ее ожидали, после ухода правительства. функций, которые призывали к управлению представителей противоположной партии.
У системы были свои недостатки, поскольку каждый раз, когда партия занимала политические посты в министерстве, члены уходящей партии брали на себя неправительственные административные функции, такие как президентство Crédito Predial и т. д. Это гарантировало, что члены обеих партий всегда занимали государственные должности, что вряд ли способствовало серьезному государственному надзору.
Несмотря на это, система, вдохновленная британской моделью, пережила свой золотой период между 1878 и 1890 годами, что дало стране некоторую политическую стабильность, которой ей не хватало в предыдущие десятилетия. Однако примерно в 1890 году она начала проявлять признаки износа, усугубленный финансовым кризисом, вызванным как массовыми инвестициями в общественные работы, сделанными во время Фонтизма, так и военными инвестициями, осуществленными в Африке для соблюдения принципа эффективного управления. Решение об оккупации было принято на Берлинской конференции в 1884 г. К этой ситуации добавились финансовые скандалы (такие как «Вопрос об авансах»), которыми республиканская пропаганда воспользовалась для нападок на систему, и с помощью которых оппозиция атаковала правительство.

Отсутствие харизматических лидеров предыдущих десятилетий также могло повлиять на распад традиционных партий. В 1901 году произошел первый раскол с образованием Либеральной партии возрождения во главе с Жоау Франко из ряда депутатов от Партии возрождения. Ситуация усугублялась тем, что в 1905 году произошло второй раскол партии, на этот раз Прогрессивной, когда Хосе Мария Альпоим порвал со своей партией и основал т.н. Прогрессивное диссидентство. В отличие от движения Жоау Франко, этот новый раскол, похоже, был мотивирован исключительно личными амбициями его лидера, и прогрессивное инакомыслие в конечном итоге привело к объединению с Республиканской партией и ее заговорческим движением. Однако до этого этот раскол усилил напряженность между традиционными партиями, поскольку во время действий Франко в 1901 году Прогрессивная партия не воспользовалась слабостью своего соперника, а после Партия возрождения вступила в союз с диссидентами. Лидер прогрессистов Хосе Лучиано де Кастро посчитал это предательством, пообещав отомстить своему сопернику-регенератору Хинтце Рибейро.
Такова была ситуация, когда после падения еще одного правительства Хинце Рибейру король решил пригласить либерального регенератора Жоао Франко, чтобы тот сформировал правительство. Это имело непосредственную поддержку со стороны прогрессистов, вместе с которыми он сформировал коалиционное правительство (так называемая либеральная концентрация). Реванш прогрессистов был полным. Жоау Франко утверждает, что хочет управлять "по-английски" (19 мая 1906 г.), обещая углубление демократии. Решив табачный вопрос новым табачным договором от октября 1906 года, Жоау Франко посвятил себя реализации своих реформ, представив парламенту реформы в области государственного учета, министерской ответственности, свободы прессы и анархистских репрессий.
Перед лицом академической забастовки 1907 года в Университете Коимбры и растущих социальных волнений парламентская поддержка прогрессистов была прекращена, а прогрессивные министры ушли в отставку: они боялись, что Жоау Франко усилит свою партию за счет их партии, и они рассчитывали, что быть призван сформировать правительство, как только Франко падет. Они ошиблись, потому что Карлуш занял другую позицию, чем ожидалось, и твердо поддержал Жоау Франко.
Последний, оскорбленный постоянными нападками со стороны Палаты депутатов, попросил короля распустить парламент, отложив на некоторое время новые выборы, на что Карлуш согласился, и Жоау Франко начал править "по-турецки" (2 мая 1907).
Действуя таким образом, король шел не против буквы закона, поскольку это входило в его функции, а против духа закона, по крайней мере, в том смысле, как его интерпретировали традиционные политики, которые видели угрозу своей политической монополии. . .
Оппозиция (не только республиканцы, но и монархические противники Франко) развернула тогда сильную антиправительственную кампанию, в том числе с участием самого короля, утверждая, что существует диктатура. Фактически это была административная диктатура, поскольку она управлялась без помощи парламента, однако это не была институционализированная диктатура, какой стала позднее Вторая республика, а скорее исключительная мера, направленная на создание условий, которые позволили бы правящей партии победить на следующих выборах.
Поддержка, оказанная Карлушем Жуану Франко, как и сохранение диктатуры, не были полностью поддержаны даже самыми близкими к нему людьми. Королева-мать Мария Пиа, королева Амелия, королевский принц и его брат Афонсу были против такой роли короля в государственных делах. Его личный секретарь граф Арнозу, а также Музинью де Альбукерке и доктор Томас де Мело Брейнер были сторонниками Жоао Франко. Каким бы противоречивым ни был этот путь, он преследовал конкретную цель, которая ясно видна в письме Карлоса своему другу, принцу Монако Альберу, написанном в феврале 1907 года:
«Учитывая, что дела здесь идут не очень хорошо, и видя примеры со всей Европы, где дела обстоят не лучше, я решил совершить здесь полную революцию во всех государственных процедурах, революцию сверху, создав правительство свободы и честности, с очень современными идеями, чтобы однажды у меня не произошла революция снизу, которая наверняка стала бы гибелью моей страны»
В том же письме король объясняет свои опасения, которые в конечном итоге сбудутся после его смерти: «Пока мне это удается, и все идет хорошо, даже лучше, чем я думал, что это возможно. Но для этого мне нужно, чтобы я приходится постоянно находиться на подиуме и я не могу отказаться от контроля ни на минуту, потому что я знаю свой мир и если бы дух последовательности был потерян из-за отсутствия направления, все сразу пошло бы назад, и тогда было бы хуже, чем вначале».
Вопреки совету Карлоса («нельзя тушить пожар, бросая в него дрова»), Жоау Франко вновь поднимает вопрос об авансах (долгах королевского дома перед государством), который, как он ранее говорил, должен был быть решен в Парламенте, но куда теперь без него обойтись. Предполагается (Руй Рамос), что его целью было заручиться поддержкой короля, учитывая, что ранее он отказался передать диктатуру Хинтце или Хосе Лучано и не мог быть уверен в постоянной поддержке монарха, на которого он рассчитывал. вся жизнь зависела от положения.
Именно в этом контексте растущей оппозиции произошел эпизод с интервью французской газете Le Temps, который еще больше усилил настроения и прямую оппозицию королю. В этом интервью, которое Д. Карлос дал французскому журналисту Жозефу Готье, монарх вновь заявляет о своей поддержке Жоау Франко, говоря, что он ждал варианта диктатуры, пока не нашел кого-то с характером.
Эффект от этого интервью, которое якобы было направлено на то, чтобы убедить финансовые рынки в стабильности страны, имел весьма негативный эффект. Перевод термина «характер», сказанный в оригинале на французский язык как обладающий мужеством и твердостью, был воспринят в португальском смысле, подразумевая отсутствие характера у других политиков. Другие термины, такие как «У нас будут выборы, у нас обязательно будет большинство», подразумевали отсутствие дистанции от партии, которая противоречила роли монарха.
Интервью состоялось по настоянию Жоау Франко, даже несмотря на противодействие других франкистов (Ваконселуш Порту и Лучано Монтейру), чтобы укрепить его позицию, но оно оказало противоположный эффект на оппозицию.
Несмотря на оппозицию, регенеративно-либеральной партии Жоау Франко удается пойти на необходимые компромиссы с избирательными округами, чтобы гарантировать ожидаемое большинство, и назначены выборы в парламент, которые положат конец административной диктатуре. Именно в этом контексте возвращения к парламентской нормальности и стабильности прогрессивные республиканцы и диссиденты решили действовать силой, осуществив попытку государственного переворота (28 января 1908 г.).
В то же время Карлуш I выступал как покровитель науки и искусств. В 1894 году он принял участие в торжественных мероприятиях, приуроченных к пятисотлетию со дня рождения Генриха Мореплавателя. Кроме того, король проявлял интерес к глубоководным и морским исследованиям, которые неоднократно проводил сам, и писал довольно незаурядные картины.

## Убийство
1 февраля 1908 года король, королева и их сыновья возвращались с отдыха в Лиссабон. Когда открытый экипаж, где находилась королевская семья, выехал на площадь Террейру-ду-Пасу, террористы-республиканцы Алфреду Луиш да Кошта и Мануэл Буиса открыли по ним огонь. Кошта стрелял в короля из револьвера, а Буиса, бывший военный и снайпер, сделал пять выстрелов из винтовки, скрытой под его длинным пальто: король был убит на месте, а его старший сын, престолонаследник Луиш Филипе скончался через 20 минут, не приходя в сознание. Принц Мануэл был легко ранен в руку. Единственным членом семьи, который не получил ранений, была супруга Карлуша I, Амелия Орлеанская, отбивавшаяся от террористов с помощью большого букета, чтобы спасти жизнь младшему сыну.
Оба цареубийцы были убиты на месте: Кошта — затоптан толпой, а Буиса — застрелен гвардейским офицером. Следующим королём Португалии стал Мануэл II, но он был слишком молод и безынициативен, что привело к революции в 1910 году и окончательному свержению монархии в стране.

## Память
В 2006 году в городе Кашкайше Карлушу I был поставлен бронзовый памятник. Скульптор Луиш Валадареш изобразил короля в морской униформе стоящим на борту судна с биноклем в руках и смотрящим на залив Кашкайша, на берегу которого монумент и был поставлен. В церемонии открытия памятника участвовал президент Португалии Анибал Каваку Силва, назвавший короля «больше, чем культурным человеком, ценителем искусства и покровителем науки».
В 2008 году, в день столетия со дня Лиссабонского цареубийства, на площади Коммерции, где недавно была установлена памятная доска, собралось несколько сотен португальских монархистов. Манифестация завершилась возложением у доски венка и траурной минутой молчания. В церемонии принял участие и претендент на португальский престол герцог Браганский, с женой и сыном.